# Lomagramma articulata
Lomagramma articulata là một loài thực vật có mạch trong họ Lomariopsidaceae. Loài này được (Fée) Copel. mô tả khoa học đầu tiên năm 1908.